# Серис (микрорегион)

Серис на карте.

Серис (порт. Microrregião de Ceres) — микрорегион в Бразилии, входит в штат Гояс. Составная часть мезорегиона Центр штата Гойас. Население составляет 231 239 человек (на 2010 год). Площадь — 13 162,835 км². Плотность населения — 17,57 чел./км².

## Демография
Согласно сведениям, собранным в ходе переписи 2010 г. Национальным институтом географии и статистики (IBGE), население микрорегиона составляет:						
| Полное население                             | Полное население                             | Полное население                             | Полное население                             | 231 239 |
| -------------------------------------------- | -------------------------------------------- | -------------------------------------------- | -------------------------------------------- | ------- |
| в том числе:                                 | Городское население                          | 192 571                                      | Процент городского населения, %              | 83,28   |
|                                              | Сельское население                           | 38 668                                       | Процент сельского населения, %               | 16,72   |
|                                              | Мужское население                            | 116 486                                      | Процент мужского населения, %                | 50,37   |
|                                              | Женское население                            | 114 753                                      | Процент женского населения, %                | 49,63   |
| Плотность населения, чел/км²                 | Плотность населения, чел/км²                 | Плотность населения, чел/км²                 | Плотность населения, чел/км²                 | 17,57   |
| Население микрорегиона в % к населению штата | Население микрорегиона в % к населению штата | Население микрорегиона в % к населению штата | Население микрорегиона в % к населению штата | 3,85    |

## Статистика
- Валовой внутренний продукт на 2003 год составляет 1 073 230 021,00 реалов (данные: Бразильский институт географии и статистики).
- Валовой внутренний продукт на душу населения на 2003 год составляет 5009,04 реалов (данные: Бразильский институт географии и статистики).
- Индекс развития человеческого потенциала на 2000 год составляет 0,732 (данные: Программа развития ООН).

## Состав микрорегиона
В составе микрорегиона включены следующие муниципалитеты:
1. Барру-Алту
2. Карму-ду-Риу-Верди
3. Серис
4. Гоянезия
5. Гуараита
6. Гуаринус
7. Идролина
8. Ипиранга-ди-Гояс
9. Итапаси
10. Итапуранга
11. Морру-Агуду-ди-Гояс
12. Нова-Америка
13. Нова-Глория
14. Пилар-ди-Гояс
15. Риалма
16. Рианаполис
17. Рубиатаба
18. Санта-Изабел
19. Санта-Рита-ду-Нову-Дестину
20. Сан-Луис-ду-Норти
21. Сан-Патрисиу
22. Уруана